# Karim Hafez
Karim Hafez (en árabe كريـم حافظ; nacido en El Cairo, Egipto, 12 de marzo de 1996) es un futbolista egipcio que se demarca como lateral izquierdo en el Wadi Degla de la Premier League de Egipto. También ha disputado algunos encuentros con la selección de fútbol de Egipto.

## Trayectoria
Siendo producto juvenil del Al-Ahly y del Wadi Degla de su natal Egipto, Hafez debuta de manera profesional el 11 de septiembre de 2013 en la final de la Copa de Egipto. Con 17 años, ingresó en el minuto 70 en reemplazo de Mostafa Talaat, sin embargo el Wadi Degla perdió 3-0 ante el Zamalek.

### Lierse
Hafez se integró a la academia del Lierse en El Cairo, razón por la cual a mediados de 2014 terminó uniéndose al equipo belga de forma definitiva, club con el cual debuta frente al Waasland-Beveren en la derrota por 2-0 de visita por la temporada 2014/15 de la Primera División de Bélgica. El 20 de septiembre del mismo año anotó su primer gol frente al KVC Westerlo, el único tanto de su equipo en la derrota 6-1 de visita. De esta forma Hafez empezó a ser considerado y jugó varios partidos en su primera temporada, llegando a anotar tres goles. Pese a ello, el Lierse descendió pero el buen estado de Hafez le valió para ser llamado a la selección egipcia por el técnico argentino Héctor Cúper.

### AEK Atenas
Entre julio y agosto de 2015, Maged Sami, dueño tanto del Wadi Degla como del Lierse, viajó a Grecia para negociar el traspaso de Hafez al AEK Atenas, logrando un acuerdo que se esperaba finiquitar en los próximos días. El entonces lateral de 19 años se uniría al once veces campeón griego a préstamo por una temporada con la opción de extender el préstamo por las dos siguientes campañas, según una publicación del Lierse en su página web oficial. Sin embargo, el fichaje se cayó al aparecer desacuerdos en las cláusulas del contrato de Hafez, en las cuales estaba involucrado su antiguo club, el Wadi Degla.

### Omonia Nicosia
Hafez jugó dos partidos con el Lierse en segunda división hasta que en septiembre de 2015, se convirtió en nuevo jugador del Omonia Nicosia de Chipre, llegando a préstamo por una temporada. El multicampeón club chipriota anunció el fichaje a través de su sitio web oficial poco después de que Hafez pasara el examen médico.
Debutó con el Omonia el 12 de septiembre de 2015 por la Primera División de Chipre, jugando como titular en el empate 1-1 frente al Doxa Katokopias. El 17 de febrero de 2016 anotó su primer y único tanto en Chipre, en la victoria por 4-0 frente al Pafos, en un encuentro válido por la Copa de Chipre. Hafez jugó casi todos los partidos como titular en esa campaña, en la cual su club aseguró un cupo para la primera ronda de clasificación de la Europa League del siguiente año. El 1 de julio de 2016, su préstamo culmina y vuelve al Lierse.

### Lens
Después de disputar dos encuentros con el Lierse en segunda división, se une al Racing Club de Lens de la Ligue 2 a fines de agosto de 2016, llegando en calidad de cedido.
El 20 de septiembre debutó en la victoria por 4-2 frente al US Orléans, jugando todo el encuentro. Desde entonces se volvió titular indiscutible en la banda izquierda del conjunto francés, lo que significó su inclusión en la nómina egipcia para disputar la Copa Africana de Naciones 2017. Finalizada la temporada y con 24 partidos disputados, en agosto de 2017 el Lens decidió continuar contando con los servicios de Hafez, acordando la ampliación del periodo de cesión por una temporada más.
El 13 de octubre de 2017, marcó su primer gol en Francia en la goleada 6-0 ante el Bourg-Péronnas, sin embargo se ausentó tres meses entre febrero y abril de 2018 por lesión. Una vez recuperado, volvió a su puesto habitual de titular. El 1 de julio de 2018 culminó su préstamo y volvió al Lierse.

### Estambul Başakşehir
Hafez dejó el Lierse y terminó regresando al club que lo hizo debutar profesionalmente, el Wadi Degla, llegando como agente libre.
El 29 de agosto de 2018 se hizo oficial su incorporación al Estambul Başakşehir cedido por una temporada con opción de compra. Fue suplente en varios partidos de liga dado que Gaël Clichy era el lateral izquierdo titular y cuatro meses después de su llegada debutó con el club el 5 de diciembre de 2018 en el empate 1-1 contra el Adana Demirspor por la Copa de Turquía. Disputó tres encuentros más de copa, sin embargo no tuvo encuentro alguno en la liga turca, siendo Başakşehir líder de esta-

### Kasımpaşa
El 31 de enero de 2019 se desvinculó de Başakşehir y se hizo oficial la cesión de Hafez por parte del Wadi Degla al Kasımpaşa hasta final de temporada. Debutó con el club el 11 de febrero de ese año en la derrota por 3-0 ante Ankaragücü por liga, sustituyendo al minuto 76 a Olivier Veigneau. Logró con su equipo mantener la categoría en Turquía, dando dos asistencias en trece encuentros de liga. El 24 de junio de 2019 extendió su préstamo hasta junio de 2020.

### Yeni Malatyaspor
Un año después de su llegada al Kasımpaşa, se canceló la cesión y se marchó, también a préstamo, al Yeni Malatyaspor. Hizo su debut con este equipo el 7 de febrero de 2020 jugando de titular en la derrota por 1-0 ante Ankaragücü. Mantuvo cierta regularidad en el equipo sin embargo Malatyaspor culminó el torneo en puestos de relegación, aunque los descensos fueron eliminados durante esa temporada. Volvió a Wadi Degla de Egipto en agosto de 2020.

## Selección nacional
Hafez forma parte de la selección de fútbol de Egipto, con la cual ha disputado 7 encuentros. Debutó el 8 de junio de 2015 en un partido contra Malawi. En ese encuentro, Hafez ingresó en el minuto 56 por Mohamed Abdel-Shafy y Egipto venció 2-1 en el Estadio Borg El Arab.
Volvió a ser convocado a inicios de 2017 y considerado para la Copa Africana de Naciones 2017, torneo en el que llegaron a la final perdiendo ante Camerún. Hafez disputó el encuentro de cuartos de final jugando de titular frente a Marruecos.
En mayo de 2018, Hafez fue incluido en la nómina preliminar de Egipto para la Copa Mundial de Fútbol de 2018, sin embargo a inicios de junio fue descartado de la convocatoria final de 23 jugadores.

### Participación en Copa Africana de Naciones
| Torneo                         | Sede  | Resultado  | Partidos | Goles |
| ------------------------------ | ----- | ---------- | -------- | ----- |
| Copa Africana de Naciones 2017 | Gabón | Subcampeón | 1        | 0     |

## Clubes y estadísticas
Actualizado el 25 de julio de 2020.
| Wadi Degla · Egipto | 2012/13          | 1ª               | 0   | 0 | 1  | 0 | — | — | 1   | 0 |
| Wadi Degla · Egipto | Total club       | Total club       | 0   | 0 | 1  | 0 | 0 | 0 | 1   | 0 |
| Lierse · Bélgica | 2014/15          | 1ª               | 22  | 3 | 2  | 0 | — | — | 24  | 3 |
| Lierse · Bélgica | 2015/16          | 2ª               | 2   | 0 | 2  | 0 | — | — | 4   | 0 |
| Lierse · Bélgica | 2016/17          | 2ª               | 2   | 0 | 0  | 0 | — | — | 2   | 0 |
| Lierse · Bélgica | Total club       | Total club       | 26  | 3 | 4  | 0 | 0 | 0 | 30  | 3 |
| Omonia Nicosia Chipre | 2015/16          | 1ª               | 29  | 0 | 6  | 1 | 0 | 0 | 35  | 1 |
| Omonia Nicosia Chipre | Total club       | Total club       | 29  | 0 | 6  | 1 | 0 | 0 | 35  | 1 |
| Lens Francia | 2016/17          | 2ª               | 23  | 0 | 1  | 0 | — | — | 24  | 0 |
| Lens Francia | 2017/18          | 2ª               | 20  | 2 | 3  | 0 | — | — | 23  | 2 |
| Lens Francia | Total club       | Total club       | 43  | 2 | 4  | 0 | 0 | 0 | 47  | 2 |
| Estambul Başakşehir Turquía | 2018/19          | 1ª               | 0   | 0 | 4  | 0 | 0 | 0 | 4   | 0 |
| Estambul Başakşehir Turquía | Total club       | Total club       | 0   | 0 | 4  | 0 | 0 | 0 | 4   | 0 |
| Kasımpaşa Turquía | 2018/19          | 1ª               | 13  | 0 | 1  | 0 | — | — | 14  | 0 |
| Kasımpaşa Turquía | 2019/20          | 1ª               | 13  | 0 | 2  | 0 | — | — | 15  | 0 |
| Kasımpaşa Turquía | Total club       | Total club       | 26  | 0 | 3  | 0 | 0 | 0 | 29  | 0 |
| Yeni Malatyaspor Turquía | 2019/20          | 1ª               | 13  | 0 | 0  | 0 | 0 | 0 | 13  | 0 |
| Yeni Malatyaspor Turquía | Total club       | Total club       | 13  | 0 | 0  | 0 | 0 | 0 | 13  | 0 |
| Total en carrera | Total en carrera | Total en carrera | 137 | 5 | 22 | 1 | 0 | 0 | 159 | 6 |
| (1)Incluye datos de la Copa de Egipto (2013), la Copa de Bélgica (2014/15 y 2015/16), la Copa de Chipre (2015/16), la Copa de Francia (2016/17 y 2017/18), la Copa de la Liga de Francia (2017/18) y la Copa de Turquía (2018/19 y 2019/20). |                  |                  |     |   |    |   |   |   |     |   |

### Selección nacional
| \| PJ \| Fecha \| Ciudad \| Local \| Resultado \| Visitante \| Competición \| Goles \| Asist. \| \| ----- \| ---------- \| ----------- \| ------ \| --------- \| --------- \| -------------------------- \| ----- \| ------ \| \| 1. \| 08-06-2015 \| Alejandría \| Egipto \| 2–1 \| Malaui \| Amistoso \| 0 \| 0 \| \| 2. \| 08-01-2017 \| El Cairo \| Egipto \| 1–0 \| Túnez \| Amistoso \| 0 \| 0 \| \| 3. \| 29-01-2017 \| Port-Gentil \| Egipto \| 1–0 \| Marruecos \| Copa Africana 2017 \| 0 \| 0 \| \| 4. \| 28-03-2017 \| Alejandría \| Egipto \| 3–0 \| Togo \| Amistoso \| 0 \| 0 \| \| 5. \| 12-11-2017 \| Kumasi \| Ghana \| 1–1 \| Egipto \| Clasif. Copa Mundial 2018 \| 0 \| 0 \| \| 6. \| 25-05-2018 \| Kuwait \| Kuwait \| 1–1 \| Egipto \| Amistoso \| 0 \| 0 \| \| 7. \| 23-03-2019 \| Niamey \| Níger \| 1–1 \| Egipto \| Clasif. Copa Africana 2019 \| 0 \| 0 \| \| Total \| \| Presencias \| 7 \| \| \| Goles y asistencias \| 0 \| 0 \| |            |             |        |           |           |                            |       |        |
| PJ | Fecha      | Ciudad      | Local  | Resultado | Visitante | Competición                | Goles | Asist. |
| 1. | 08-06-2015 | Alejandría  | Egipto | 2–1       | Malaui    | Amistoso                   | 0     | 0      |
| 2. | 08-01-2017 | El Cairo    | Egipto | 1–0       | Túnez     | Amistoso                   | 0     | 0      |
| 3. | 29-01-2017 | Port-Gentil | Egipto | 1–0       | Marruecos | Copa Africana 2017         | 0     | 0      |
| 4. | 28-03-2017 | Alejandría  | Egipto | 3–0       | Togo      | Amistoso                   | 0     | 0      |
| 5. | 12-11-2017 | Kumasi      | Ghana  | 1–1       | Egipto    | Clasif. Copa Mundial 2018  | 0     | 0      |
| 6. | 25-05-2018 | Kuwait      | Kuwait | 1–1       | Egipto    | Amistoso                   | 0     | 0      |
| 7. | 23-03-2019 | Niamey      | Níger  | 1–1       | Egipto    | Clasif. Copa Africana 2019 | 0     | 0      |
| Total |            | Presencias  | 7      |           |           | Goles y asistencias        | 0     | 0      |

## Palmarés

### Campeonatos nacionales
- 1 Subcampeonato Copa de Chipre: 2015/16
- 1 Subcampeonato Copa de Egipto: 2013

### Campeonatos internacionales
- 1 Subcampeonato Copa Africana de Naciones: 2017